# Гасанґая
Айкаджур (вірм. Հայկաջուր), Гасанкая (азерб. Həsənqaya) — село у Агдеринському районі Азербайджану. Село розташоване на північ від міста Агдере.
Внаслідок Літнього наступу азербайджанських військ у 1992 р. під час Карабаської війни село було захоплене Національною армією Азербайджану. У зв'язку з захопленням села більша частина місцевого населення перетворилася у тимчасово переміщених осіб (спеціально для них було засноване село Нор Айкаджур), менша частина — загинула під час бойових дій. Нагірно-Карабаська Республіка вважала ці території окупованими.

## Пам'ятки
- В селі розташоване городище Карміраван (Бойахмедлі-Софулу) 2-1 тисячоліття до н. е. — ранішнє середньовіччя, монастир, гробниці.